# Odnaleziony narzeczony
Dulha Mil Gaya (devanagari: दुल्हा मिल गया, nastaliq: دلہا مل گیا tłum. „Odnaleziony narzeczony”) – bollywoodzka komedia miłosna z Shah Rukh Khan, Sushmita Sen, Fardeen Khanem i Tara Sharma w rolach głównych. To historia miłosna opowiedziana z punktu widzenia czterech osób, wyreżyserowana przez debiutanta Mudassar Aziza, autora scenariusza Zindaggi Rocks. Film, którego premierę zapowiedziano na listopad 2008 roku, odłożono w czasie z powodu choroby ojca reżysera. na 10 stycznia 2010.

## Fabuła
Trynidad i Tobago. Tej Ratan Dhanraj zwany Donsai (Fardeen Khan) bawi się życiem trwoniąc miliony ojca. Na kobiety, na przyjęcia. Czekając na dzień, gdy przekroczywszy 25 rok życia, stanie się prawnym dziedzicem fortuny. Dzień ten jednak okazuje się ze strony ojca ostatnią próbą wprowadzenia ładu w życie playboya. W testamencie stawia on synowi warunek. Jeśli Donsai w ciągu 15 dni nie ożeni się z córką jego przyjaciela, traci miliony bez wydawania których nie wyobraża sobie życia. Słynny ze swej niechęci do więzienia zwanego małżeństwem, Donsai jedzie do Pendżabu i poślubia urzeczoną nim, młodziutką i ufną Samarpreet. Z góry zakładając, że po powrocie do USA rozliczy się z nią tylko comiesięcznym czekiem. Po jego wyjeździe Samarpreet miesiącami czeka na jego telefon lub mail. Zmartwiona, że coś się stało jej świeżo poślubionemu mężowi rusza z Pendżabu do Ameryki. Tam na własne oczy przekonuje się, że została wykorzystana przez bawiącego się kobietami mężczyznę. Przypadkowo trafia pod opiekę sławnej modelki Shimkar (Sushmita Sen). Nastawiona na karierę i przyjemności, broniąca się przed związkiem w zakochanym w niej Pawanem Raj Gandhim (Shah Rukh Khan) Shimmer bawi się mogąc sobie zażartować ze sławnego playboya. Przemieniwszy naiwną skromną Induskę w budzącego pożądliwość wampa zaprasza do siebie Donsai.

## Obsada
| Aktor/ka          | Rola                       |
| ----------------- | -------------------------- |
| Shahrukh Khan     | Pawan Raj Ghandhi (PRG)    |
| Sushmita Sen      | Shimmer Ghandhi            |
| Fardeen Khan      | Tej Dhanraj (Donsai)       |
| Ishita Sharma     | Simarpreet Kapoor (Samara) |
| Tara Sharma       | Tanvi                      |
| Mohit Chadda      | Jigar (Jigz)               |
| Johnny Lever      | Hussain Bhai               |
| Anushka Manchanda | Shyla                      |
| Vivek Vaswani     | Mr Lawyer                  |

## Piosenki
1. Akela Dil On Line
2. Dulha Mil Gaya
3. Aaja Aaja Mera Ranjhna
4. Magar Meri Jaan Suno
5. Tu Jo Jaan Le
6. Rang Diya Dil Maine
7. Dilrubaon Ke Jalwe Tobba
8. Shiri Farhad Tu Meri Shiri